# Salih Bora
Salih Bora (* 23. srpna 1953) je bývalý turecký zápasník, specializující se na zápas řecko-římský. Dvakrát startoval na olympijských hrách, v roce 1976 vybojoval na hrách v Montrealu 7. místo ve váhové kategorii do 48 kg a v roce 1984 na hrách v Los Angeles 4. místo opět v kategorii do 48 kg. Je držitelem tří stříbrných medailí z mistrovství světa a jedné bronzové z mistrovství Evropy.